# Площадь Казинца (Минск)
Площадь Казинца (бел. Плошча Казінца) — площадь в южной части Минска.
Площадь расположена в Октябрьском районе, в микрорайоне Курасовщина, между улицами Казинца и Корженевского. Названа в честь Исая Павловича Казинца, одного из организаторов и руководителей Минского подполья в годы оккупации города, казнённого нацистами.

## История
Формирование площади началось в первой половине 70-х годов XX века, во время строительства близлежащего микрорайона Курасовщина. Единственной магистралью, связывающей площадь и микрорайон с остальным городом, в то время была улица Южная (с 1964 года Казинца). В середине 1970-х годов была проложена улица Корженевского, связавшая площадь со Слуцким шоссе (с 1979 года улица Лейтенанта Кижеватова). В начале 1980-х годов на восточной стороне площади были построены новые корпуса НПО «Интеграл» с большими электронными часами, а также кинотеатр «Электрон». В западной части на площадке, прилегающей к улице Корженевского, был создан детский городок и установлен самолёт Ту-134, бывший первоначально кафе «Икар», а позже тиром. К концу 1980-х сформировался современный вид площади. В середине 1990-х детский городок был ликвидирован, самолёт распилен, а на этом месте построены жилые дома. В начале 2000-х рядом был построен храм Софии Слуцкой. Сегодня площадь Казинца остаётся одной из немногих в Минске с круговым автомобильным движением.